# Jim Keays
James "Jim" Keays (9 de septiembre de 1946 - 13 de junio de 2014) fue un músico australiano que lideró la banda de rock The Masters Apprentices como cantante y compositor, guitarrista y armonicista-presentándose durante 1965-1972, y, posteriormente, tuvo una carrera como solista.
The Masters Apprentices tenían 20 mejores accesos a los Go-Set Nacionales Singles Charts con "Undecided", "Living in a Child's Dream", "5:10 Man", "Think about Tomorrow Today", "Turn Up Your Radio" y "Because I Love You". también escribió para el diario adolescente, Go-Set, como su corresponsal en Adelaide en 1970 y su corresponsal en Londres en 1973. La banda se reunió periódicamente, incluso en 1987-1988 y de nuevo posteriormente. Keays, como miembro de The Masters Apprentices, fue incluido en el Salón de la Fama de ARIA en 1998.
Publicó sus memorias, His Master's Voice: The Masters Apprentices: The bad boys of sixties rock 'n' roll en 1999. A partir de 2000, se había presentado en Cotton Keays & Morris junto a otros artistas de las anteriores décadas de 1960, Darryl Cotton y Russell Morris.

## Muerte
En julio de 2007, Keays fue diagnosticado de mieloma, lo que provocó que sus riñones fallen. El cáncer estaba en remisión después de la quimioterapia y los trasplantes de células madre. Sin embargo, él murió en 2014 de una neumonía debido a complicaciones derivadas de su cáncer en un hospital de Melbourne.

## Discografía
The Masters Apprentices

### Álbumes
- The Boy from the Stars EMI (1974)
- Red on the Meter Rumur/CBS (1983)
- Pressure Makes Diamonds Gemstone (1993)
- Resonator Liberation Blue (2006)

### Singles
- "Kid's Blues" (1974)
- "The Boy from the Stars" (1975)
- "Give It Up" (1975)
- "Undecided" (1975)
- "Queen of Rock 'n' Roll (1976)
- "Lucifer Street" (1980)
- "Undecided" (1987)
- "Psychotic Reaction" (1987)

Cotton Keays & Morris